# Kōno Bairei

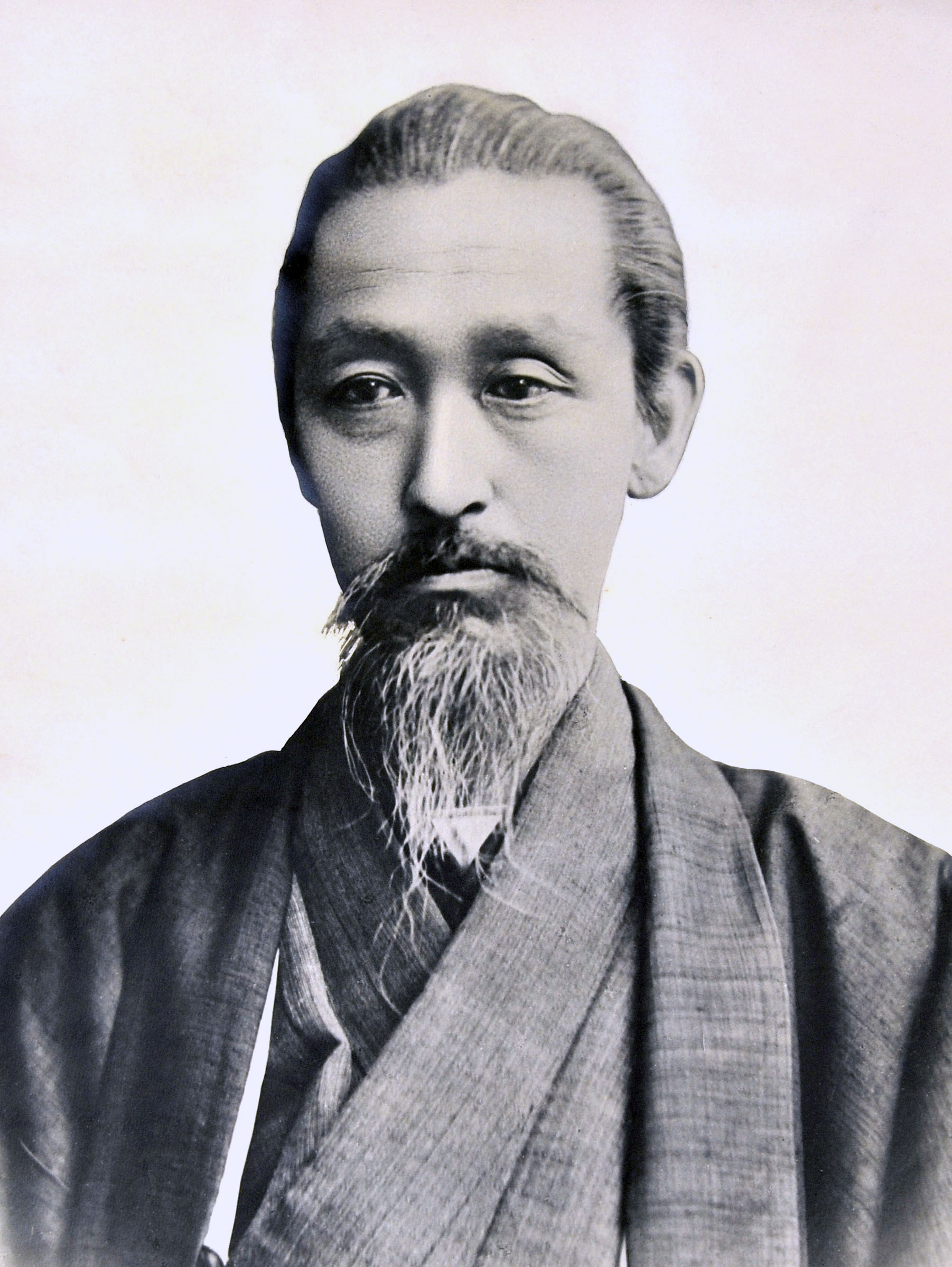
Kōno Bairei

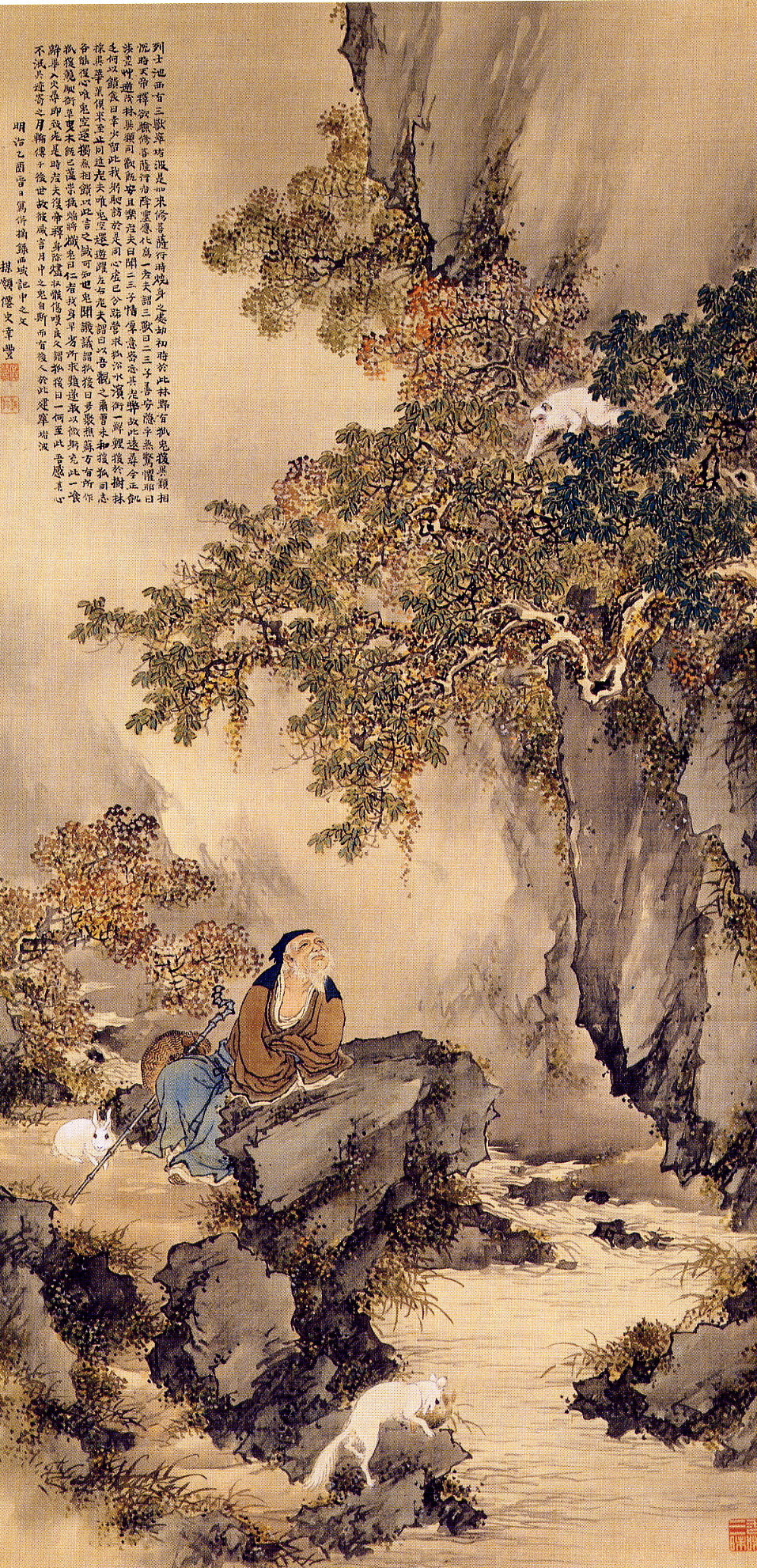
Landschaft mit Taishakuten

Kōno Bairei (japanisch 幸野 楳嶺, eigentlich Yasuda Naoto (安田 直豊); * 20. April 1844 in Kyōto; † 2. Februar 1895 ebenda) war ein japanischer Maler im Stil des 19. Jahrhunderts. 

## Werk und Leben
Bairei wurde im Alter von acht Jahren Schüler des Malers aus der Maruyama-Schule Nakajima Raishō, dann mit siebenundzwanzig Schüler des Malers der Shijō-Schule, Shiokawa Bunrin. Er bildete sich im Stil der Nanga-Schule weiter bei Nakanishi Kōseki und Maeda Chōdō. Zusammen mit Gennyo, dem Abt des Higashi Hongan-ji, reiste er durch Kyūshū und Zentraljapan, wobei viele Zeichnungen entstanden. 
1878 begann Bairei mit den Vorbereitungen für eine Kunstschule, die 1880 als Schule für Malerei der Präfektur Kyoto eröffnet wurde. Bereits 1881 verließ er diese Schule und unterrichtete bis 1891 seine Schüler in seinem Atelier. 1893 wurde er Mitglied im Kunst-Komitee des Kaiserlichen Haushaltes. 1894 wurde er mit der Ausmalung von Räumen im Higashi Hongan-ji beauftragt.
Bairei war eine führende Persönlichkeit in den Kunstkreisen Kyotos, wo er die künstlerischen Aktivitäten organisierte und förderte. Bedeutend war er vor allem in seiner erzieherischen Arbeit. Zu seinen vielen Schülern gehören Takeuchi Seihō, Kikuchi Hōbun, Kawai Gyokudō. Seine eigene Arbeit, die oft durch kräftige Pinselstriche gekennzeichnet ist, zeigt traditionellen Charme und Feinfühligkeit. Seine Blumen und Vögel (Kachō-ga) und Landschaften zeigen einen Hauch westlichen Realismus. Bairei ist auch bekannt für spontane Skizzen für Holzschnitte.
Vom Künstler sind neben seinem Rufnamen Shijun (思順) und Kindheitsnamen Kakusaburō (角三郎) neben Bairei weitere Künstlernamen (gō) bekannt: Chōandō (長安堂), Hoppo (北圃), Kakurokuen (鶴鹿園), Kinsen Charyō (金仙茶寮), Kōun (香雲), Kōun Shinsho (香雲深處), Kumo no ie (雲の家), Musei Shioku (無聲詩屋), Nyoi Sanshō (如意山樵), Ōmu (鶯夢), Rokuryū (六柳), Sanshu kashitsu (三守蝸室), Seika Zembō (晴蝸禅房), Seiryūkan (清龍館), Shumpurō (春風楼), Zaigoan (在五庵).

## Bilder

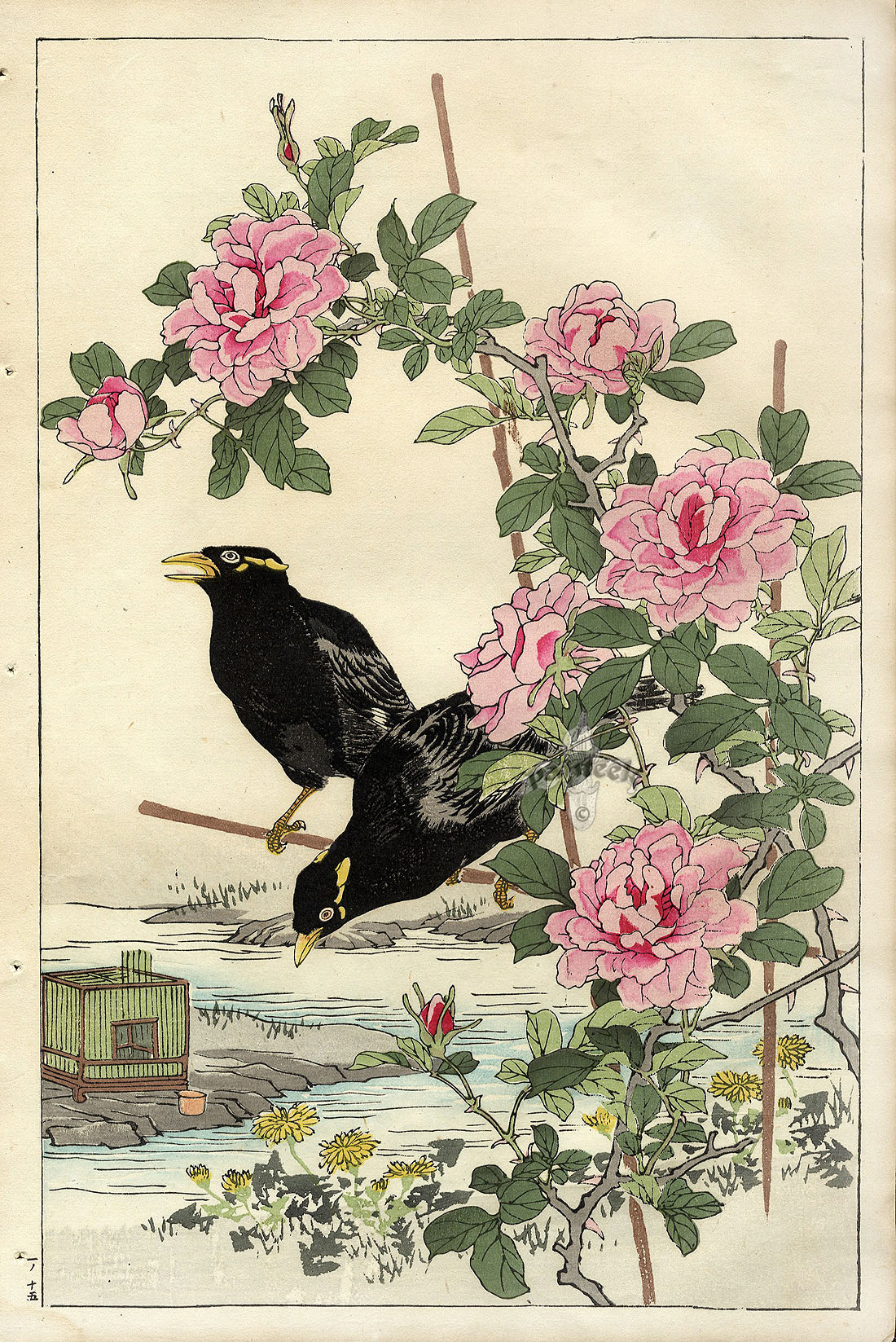
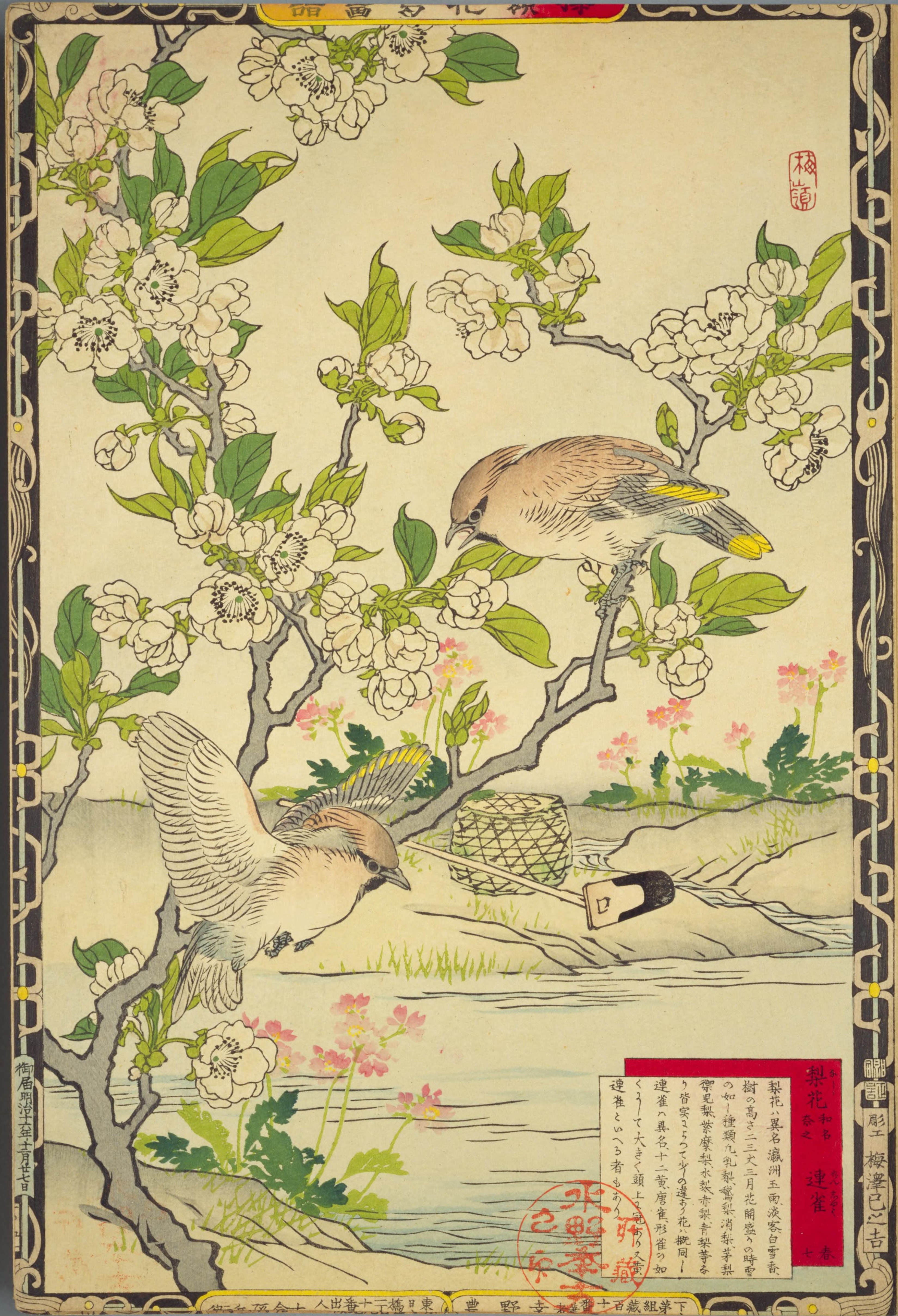
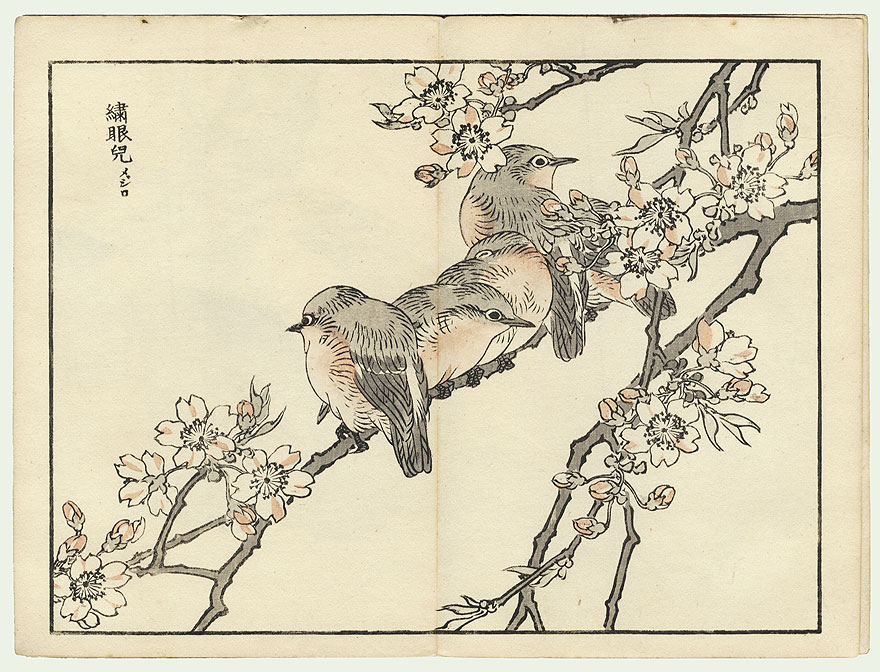
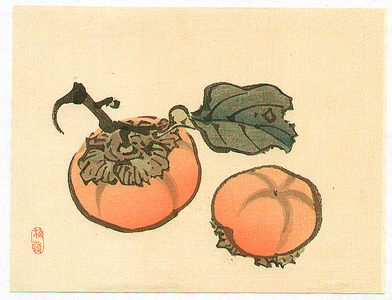

## Werke (Auswahl)
- Kono Bairei: Vögel und Blumen. Ernst Wunderlich, Leipzig 1952